# Radio Berlin International

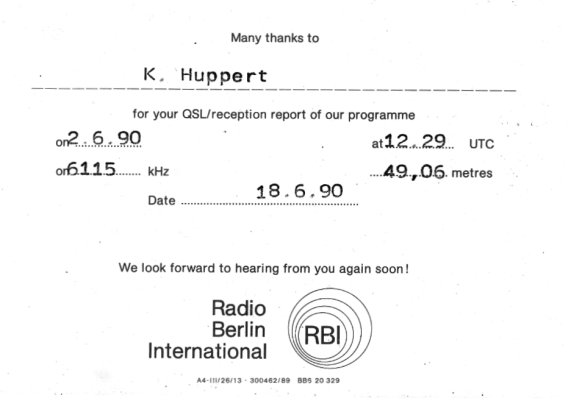
Le QSL de la radio.

Radio Berlin International (RBI) était une station de radio est-allemande. Fondée en 1959, elle dépendait du service extérieur de la Rundfunk der DDR, la compagnie de radiodiffusion de la République démocratique allemande. Sa création fut décidée par les instances dirigeantes est-allemande afin de contrer les émissions de la Deutsche Welle, la station de radio internationale ouest-allemande.
RBI pris la suite, et remplaça de ce fait, le service extérieur de Radio DDR qui existait depuis quatre ans déjà, sous le nom de Radio DDR International, dont la première émission fut diffusée le 15 avril 1955 à 18 heures.

## Présentation
La grille des programmes de RBI était consacrée en majorité aux bulletins d'informations, aux émissions politiques et aux chroniques sur la vie quotidienne en RDA et dans les pays socialistes. La station émettait en plusieurs langues dont l'anglais, le français ou encore le danois, les présentateurs des émissions en langues étrangères ayant pour impérativité d'être affilié aux partis communistes de leurs pays respectifs afin d'avoir le droit d'exercer au sein de la station.
RBI cessa ses émissions le 2 octobre 1990, à la faveur de la réunification allemande (qualifiée par certains commentateurs « d'absorption » et non de « réunification »). Quelques minutes avant de cesser ses émissions, la station diffusa une version instrumentale de Auferstanden aus Ruinen, l'hymne national est-allemand, suivie  d'une version rock du Deutschlandlied, jusque-là hymne de la RFA et désormais hymne de l'Allemagne réunifiée. Radio Berlin International fut absorbée par le service extérieur de l'ancienne Allemagne de l'Ouest, la Deutsche Welle.

## Sources
- (es) Cet article est partiellement ou en totalité issu de l’article de Wikipédia en espagnol intitulé « Radio Berlín Internacional » (voir la liste des auteurs).